# Nepalsioides
Nepalsioides is een geslacht van hooiwagens uit de familie Assamiidae.
De wetenschappelijke naam Nepalsioides is voor het eerst geldig gepubliceerd door Martens in 1977. 

## Soorten
Nepalsioides omvat de volgende 2 soorten:
- Nepalsioides angusta
- Nepalsioides thodunga